# Battaglia di Prevesa
La battaglia di Prevesa ebbe luogo il 28 settembre 1538 presso Prevesa, nella Grecia nordoccidentale, tra la flotta ottomana e quella dell'alleanza cristiana organizzata da papa Paolo III.

## Antefatti
Nel 1537, Khayr al-Din Barbarossa, al comando di una grande flotta ottomana, prese possesso di alcune isole egee e ioniche appartenenti alla Repubblica di Venezia, precisamente Syros, Egina, Ios, Paro, Tinos, Scarpanto, Kasos e Nasso, annettendo così il Ducato di Nasso all'impero ottomano. In seguito assediò la roccaforte veneziana di Corfù e devastò la costa calabrese (posseduta dagli Spagnoli) nel sud dell'Italia.
Per affrontare questa minaccia, papa Paolo III nel febbraio del 1538 riuscì a riunire una Lega Santa, formata dal Papato, dalla Spagna, dalla Repubblica di Genova, dalla Repubblica di Venezia e dai Cavalieri di Malta, per affrontare Barbarossa.

## Forze
La flotta di Khayr al-Din Barbarossa contava quell'estate 122 galee e galeotte. Quella della Lega Santa poteva disporre di 302 imbarcazioni (162 galee e 140 brigantini), di cui 55 galee provenivano da Venezia, 49 dalla Spagna, 31 da Genova e 27 dallo Stato pontificio e dai Cavalieri di Malta. Andrea Doria, l'ammiraglio genovese al servizio dell'Imperatore Carlo V, era il comandante generale. Vincenzo Cappello era capitano da mar della flotta veneziana.

## Dispiegamento
La Lega Santa radunò la flotta presso l'isola di Corfù. La flotta papalina, sotto l'Ammiraglio Marco Grimani (Patriarca di Aquileia) e la flotta veneziana sotto Vincenzo Cappello arrivarono per prime. Andrea Doria si unì a loro con la flotta ispano-genovese il 22 settembre 1538.
Prima dell'arrivo di Doria, Grimani tentò di far sbarcare truppe nei pressi della fortezza di Prevesa; 800 uomini al comando del condottiero ternano, il colonnello Alessandro da Terni, si impadroniscono del borgo che si prolunga dalla città al mare, ma dopo vari assalti da parte delle forze turche son costretti ad arretrare su Corfù.
Barbarossa in quel momento era ancora sull'isola di Coo nel Mar Egeo, ma giunse subito a Prevesa col resto della flotta ottomana, dopo aver conquistato l'isola di Cefalonia nel corso della navigazione. Sinan Reis, uno dei suoi luogotenenti, suggerì di sbarcare truppe ad Azio, sul Golfo di Arta, presso Prevesa: un'idea a cui inizialmente Barbarossa s'oppose ma che poi capì essere importante per assicurare agli Ottomani la vittoria. I Turchi che controllavano la fortezza di Azio avrebbero potuto sostenere la flotta di Barbarossa col fuoco d'artiglieria, mentre Doria era costretto a tenere le sue navi lontane dalla costa. Uno sbarco cristiano per prendere Azio sarebbe probabilmente stato necessario per assicurarsi il successo, ma Doria era timoroso di una sconfitta sulla terraferma dopo che l'iniziale sortita di Grimani era stata respinta. Due ulteriori tentativi furono operati dalla Lega Santa per sbarcare le proprie forze, questa volta vicino alla fortezza di Prevesa, sulla sponda opposta antistante Azio, ma entrambi furono respinti dalle forze di Murat Reis il 25 e il 26 settembre.
Quando le navi di Doria manovrarono per tenersi a debita distanza dalla costa, molto venne a dipendere dai venti contrari che le sospingevano sulla costa nemica in cui Barbarossa aveva il vantaggio della posizione difensiva e delle linee interne. Durante la notte del 27-28 settembre, Doria tuttavia fece vela 30 miglia più a sud e, quando il vento cadde, gettò le ancore a Sessola, vicino all'isola di Leucade. Durante la notte, coi suoi comandanti decise che la loro miglior scelta sarebbe stata quella di fingere un attacco verso Lepanto e forzare Barbarossa al combattimento.

## La battaglia

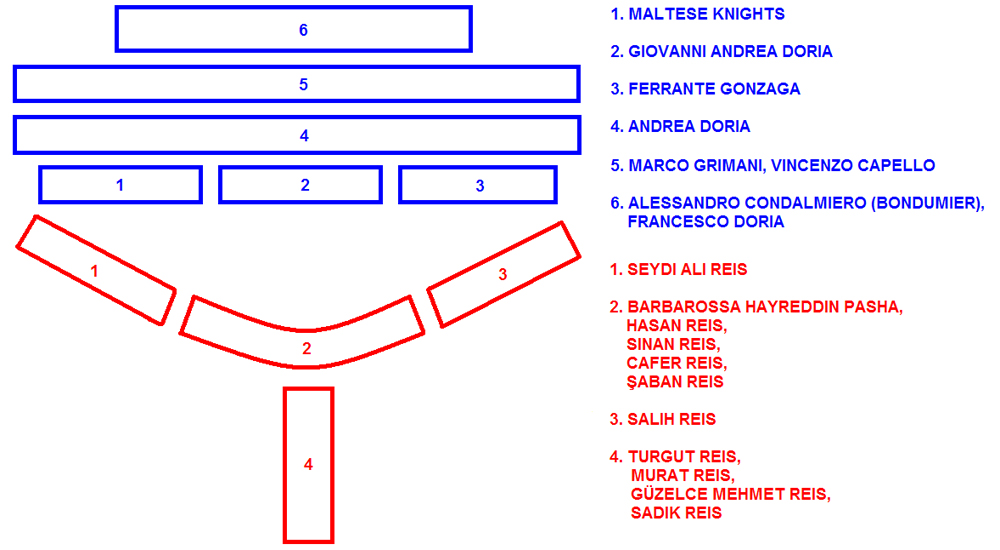
Spiegamento delle flotte nella battaglia di Prevesa (1538)

All'alba, tuttavia, Doria fu sorpreso nel vedere che i Turchi ottomani stavano venendo incontro alle sue navi. Barbarossa aveva fatto togliere le ancore alla sua flotta e si era diretto anche a sud. Dragut era nell'avanguardia con sei grandi fuste, e il lato sinistro della flotta rasentava la costa. Non aspettandosi un'offensiva così audace dalla flotta turca (che era numericamente inferiore), Doria impiegò tre ore per dare l'ordine di levare le ancore e prepararsi alla battaglia,  pressato da Grimani e Capello.
Alla fine le due flotte si scontrarono il 28 settembre 1538 nel Golfo di Arta, nelle vicinanze di Prevesa.
La mancanza di vento non favorì Doria. L'imponente nave ammiraglia veneziana, Galeone di Venezia, con i suoi grandi cannoni era in bonaccia quattro miglia dalla terra e dieci miglia da Sessola. Mentre le navi cristiane lottavano per giungere in suo soccorso, essa venne presto circondata dalle galee nemiche e venne impegnata in una furiosa battaglia che durò ore e procurò molti danni alle galee turche.
Quando il vento si alzò, la flotta cristiana si avvicinò alla fine all'azione, nonostante Doria avesse prima eseguito alcune manovre destinate a mantenere i Turchi in mare. Ferrante Gonzaga, il Viceré di Sicilia, era sul lato sinistro della flotta combinata, mentre i Cavalieri di Malta erano sul fianco destro. Doria posizionò quattro delle sue galee più veloci sotto il comando di suo nipote Giovanni Andrea Doria che era piazzato nel fronte centrale, tra Gonzaga e i Cavalieri maltesi. Le galee di Doria formarono una lunga linea dietro di loro, di fronte alle galee papali e veneziane di Grimani e Capello. Nelle retrovie c'erano i galeoni veneziani sotto il comando di Alessandro Condalmiero e i galeoni ispano-porto-genovesi sotto il comando di Francesco Doria, insieme ai velieri e alle navi di supporto.
La flotta turca presentava una formazione ad "Y": Barbarossa, insieme a suo figlio Hasan Reis (in seguito Hasan Pasha), Sinan Reis, Cafer Reis e Şaban Reis, era al centro; Seydi Ali Reis era a capo dell'ala sinistra, Salih Reis comandava l'ala destra, mentre Dragut, accompagnato da Murat Reis, Güzelce Mehmet Reis e Sadık Reis, era al comando della retroguardia della formazione. I Turchi affrontarono velocemente le navi veneziane, papali e maltesi, ma Doria esitò a portare la sua parte centrale in azione contro Barbarossa, cosa che lo portò ad eseguire molte manovre tattiche ma poche azioni di combattimento. Barbarossa volle trarre vantaggio dalla mancanza di vento che aveva immobilizzato i velieri cristiani che contavano soprattutto sulla differenza numerica tra i due schieramenti. Questi velieri furono facilmente preda dei Turchi che li abbordarono dalle loro galee e galeotte relativamente più mobili. Gli sforzi di Doria per intrappolare le navi turche tra il fuoco dei cannoni dei suoi velieri e delle sue galee fallirono.
Alla fine della giornata, i Turchi avevano affondato 10 navi, bruciate altre 3, catturate 36 e avevano preso circa 3000 prigionieri. I Turchi non persero alcuna imbarcazione ma subirono 400 morti e 800 feriti. Tuttavia una certa quantità di navi turche era stata danneggiata seriamente dal fuoco dei cannoni dell'imponente Galeone di Venezia, la nave ammiraglia veneziana sotto il comando di Alessandro Condalmiero.
La mattina seguente, con vento favorevole, e restio a mettere a repentaglio le navi ispano-genovesi, Doria alzò le vele e abbandonò il campo di battaglia verso Corfù, sordo alle richieste dei comandanti veneziani, papalini e maltesi di continuare a combattere.

## Conseguenze
Si specula ampiamente che la prevaricazione di Doria e la sua mancanza di zelo furono dovute alla sua poca propensione a rischiare le sue navi (egli infatti possedeva personalmente un numero sostanziale di navi della flotta "ispano-genovese") e alla sua ostilità di vecchia data verso Venezia, la feroce rivale della sua città natale e obiettivo primario dell'aggressione turca a quel tempo.
Nel 1539 Barbarossa ritornò e catturò quasi tutti i residui avamposti cristiani nel mar Ionio e nel mar Egeo.
Un trattato di pace tra Venezia e l'Impero ottomano venne firmato nell'ottobre del 1540: secondo i termini di questo, i Turchi presero il controllo dei possedimenti veneziani in Morea e in Dalmazia e delle isole precedentemente veneziane nei mari Egeo, Ionio e Adriatico orientale. Venezia dovette inoltre pagare un indennizzo di guerra di 300 000 ducati d'oro all'Impero ottomano.
Con la vittoria a Prevesa e la successiva vittoria nella Battaglia di Gerba nel 1560, l'Impero ottomano respinse con successo gli attacchi di Venezia e della Spagna, le due potenze principali del Mediterraneo, di fermare la spinta turca per controllare il Mediterraneo. Ciò cambiò solamente con la battaglia di Lepanto nel 1571.